# Come (álbum)
Come es el decimoquinto álbum de estudio del músico estadounidense Prince, lanzado el 15 de agosto de 1994 por Warner Bros. Records.
La portada del álbum proclama "Prince: 1958–1993", indicando que Prince había "muerto" en 1993 y renacido bajo un símbolo impronunciable. La Sagrada Familia de Barcelona sale representada en el fondo de la portada del disco.

## Lista de canciones
1. "Come" – 11:13
2. "Space" – 4:28
3. "Pheromone" – 5:08
4. "Loose!" – 3:26
5. "Papa" – 2:48
6. "Race" – 4:28
7. "Dark" – 6:10
8. "Solo" – 3:48
9. "Letitgo" – 5:32
10. "Orgasm" – 1:39

### Sencillos
- «Letitgo»
- «Space» (disponible como maxisencillo con letras distintas a las cantadas en el álbum)